# Midwest City
Midwest City és la setena ciutat més poblada d'Oklahoma, als Estats Units d'Amèrica. Segons el cens del 2000 tenia 54.088 habitants.

## Demografia
Segons el cens del 2000, Midwest City tenia 54.088 habitants, 22.161 habitatges, i 14.759 famílies. La densitat de població era de 849,3 habitants per km².
Dels 22.161 habitatges en un 31,8% hi vivien nens de menys de 18 anys, en un 46,2% hi vivien parelles casades, en un 16,5% dones solteres, i en un 33,4% no eren unitats familiars. En el 28,6% dels habitatges hi vivien persones soles el 9,5% de les quals corresponia a persones de 65 anys o més que vivien soles. El nombre mitjà de persones vivint en cada habitatge era de 2,42 i el nombre mitjà de persones que vivien en cada família era de 2,97.
Per edats la població es repartia de la següent manera: un 26,5% tenia menys de 18 anys, un 10,7% entre 18 i 24, un 28,8% entre 25 i 44, un 20,8% de 45 a 60 i un 13,2% 65 anys o més.
L'edat mediana era de 34 anys. Per cada 100 dones de 18 o més anys hi havia 86 homes.
La renda mediana per habitatge era de 35.027 $ i la renda mediana per família de 40.604 $. Els homes tenien una renda mediana de 31.276 $ mentre que les dones 22.543 $. La renda per capita de la població era de 17.220 $. Entorn de l'11,2% de les famílies i el 13,9% de la població estaven per davall del llindar de pobresa.

## Poblacions més properes
El següent diagrama mostra les poblacions més properes.